# Aspidomorphus lineaticollis
Aspidomorphus lineaticollis là một loài rắn trong họ Rắn hổ. Loài này được Werner mô tả khoa học đầu tiên năm 1903.